# الحزب الشيوعي المصري

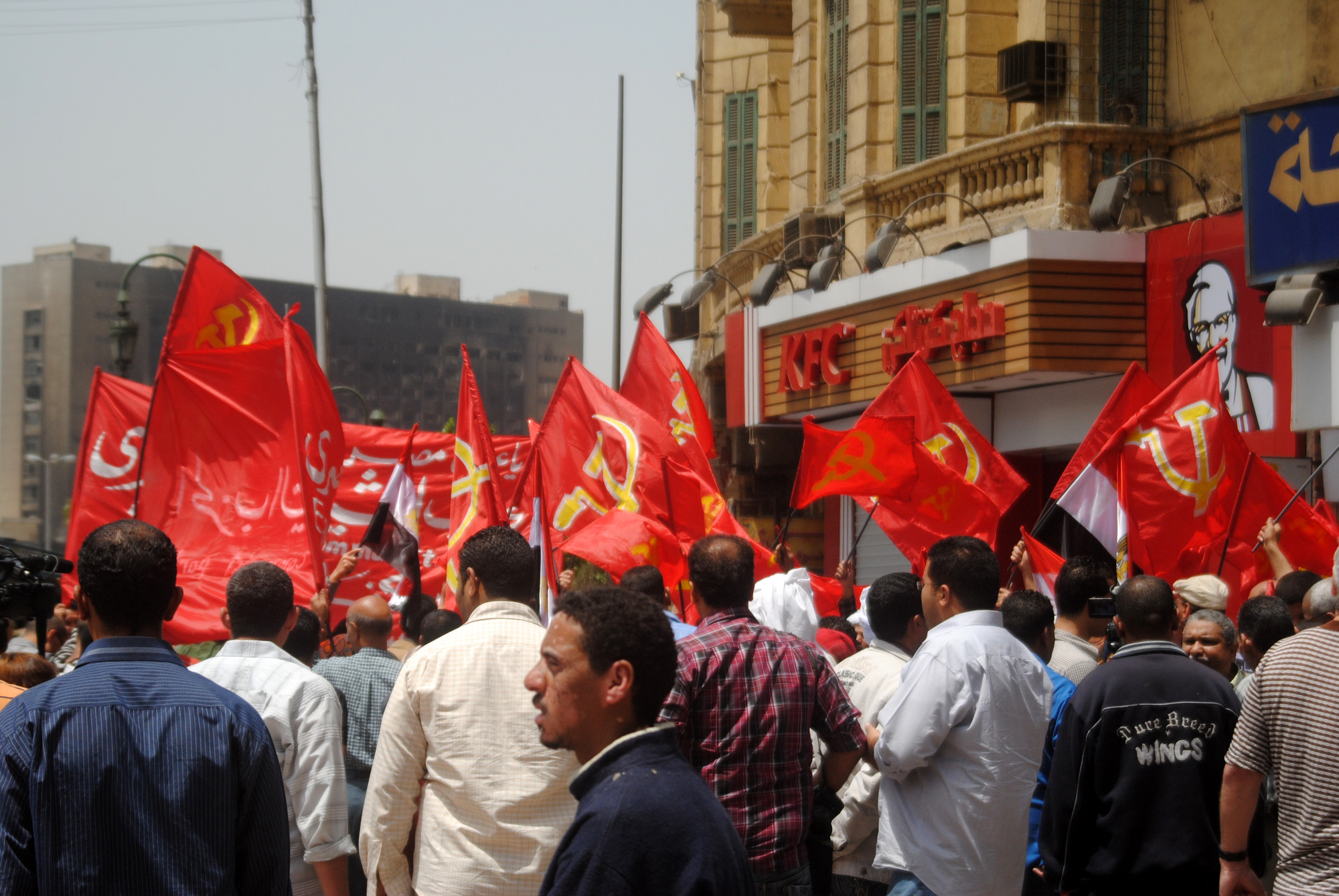
أعلام الحزب الشيوعي المصري في ميدان التحرير.

الحزب الشيوعي المصري هو حزب سياسي ماركسي - لينيني تأسس عام 1922.
بدأ هذا الحزب نشاطه في عام 1922م بالإسكندرية بقيادة جوزيف روزنتال وحسني العرابي وأنطون مارون، ويعمل كحزب سري منذ عام 1924 وحتى يومنا هذا، وتمت إعادة تأسيسه في عام 1975 بعد أن تم حله في منتصف الستينات بقرار من قيادة الحزب في معتقلات الحقبة الناصرية والتي استمرت فترات اعتقال كوادر الحزب فيها إلى عشرة أعوام للعديد منهم وبعد مجهودات عدة تم إعادة التأسيس في عام 1975 وتمت إعادة برنامج الحزب ولائحته التنظيمية.
الحزب يتبنى المنهج الماركسي اللينيني ويتواجد أعضاؤه وكوادره في العديد من المواقع المنتشرة في كل أرجاء مصر خاصة في أوساط العمال والفلاحين والفئات المهمشة اجتماعيا، بالإضافة إلى أن للحزب أعضاء حاليين وراحلين أسهموا بشكل واضح في الإرث الثقافي والأدبي في مصر طوال القرن الماضي.
نتيجة ظروف «انعدام الحريات في مصر» وتشديد القبضة الأمنية على الناشطين السياسيين والمعارضين عموماً اتخذ الحزب الشيوعي المصري قراراً بالتزام السرية بشكل تام وصارم، وإن كان يلاحظ أثر الحزب في إثراء الحركة السياسية المعارضة النشطة في مصر خلال بدايات هذا القرن منذ اندلاع الانتفاضة الفلسطينية الثانية وقيادة التحركات المطالبة بالديمقراطية وحقوق الإنسان والنضالات العمالية والمهنية في مصر خلال السنوات الماضية.

## من قادة ورموز الحزب
- زكي مراد
- محمود أمين العالم
- يوسف درويش
- أحمد نبيل الهلالي
- يوسف صديق

## وصلات خارجية
- رابط موقع الحزب الشيوعي المصري
- الموقع الفرعي في الحوار المتمدن